# SAP Concur
SAP Concur (rechtlich immer noch Concur Technologies) ist ein US-amerikanisches Software-Unternehmen, das Reise- und Kostenverwaltungsdienste für Unternehmen anbietet. Es hat seinen Hauptsitz in Bellevue, Washington. 
Die SAP SE stimmte der Übernahme von Concur Technologies im September 2014 für 8,3 Milliarden US-Dollar zu. Die Übernahme wurde im Dezember 2014 abgeschlossen.
Durch die Übernahme wurde SAP weltweit zum Marktführer im Bereich Reise- und Kostenverwaltungsdienste für Unternehmen. Die von SAP bis dahin propagierte auf SAP Business ByDesign basierende Eigenentwicklung Cloud for Travel and Expense wurde eingestellt.

## Geschichte
SAP Concur wurde 1993 als Concur Technologies von Mike Hilton und den Brüdern Rajeev Singh und Steve Singh in Bellevue gegründet. Nach der Übernahme durch SAP blieb Steve Singh CEO von SAP Concur. Ab Januar 2015 wurde er zusätzlich Mitglied des Global Managing Board der SAP SE. Zum 1. April 2016 wurde er zum Vorstand der SAP SE für die Sparte Geschäftsnetzwerke für die von SAP in den vergangenen Jahren erworbenen Unternehmen Ariba, Fieldglass und Concur ernannt. Elena Donio übernahm ab dem 1. November 2016 die Rolle des SAP Concur CEO, nach kurzer Zeit dann Mike Eberhard. Am 1. Juli 2019 übernahm Jim Lucier die Leitung nachdem Mike Eberhard in den Ruhestand gegangen ist. Am 15. Januar 2021 verließ Jim Lucier SAP Concur. In der Folge kam es zu umfangreichen Änderungen im SAP Concur Top Management.
Im Jahr 2016 übernahm Concur Hipmunk, ein Startup-Unternehmen, das eine Website zur Flug- und Hotelsuche anbietet.
Während eines Briefings im August 2018 gab das Verteidigungsministerium bekannt, dass es mit SAP Concur zusammenarbeitet, um das Defense Travel System zu aktualisieren, das für das aktive, das Reserve- und das zivile Personal des Verteidigungsministeriums verwendet wird.

## Unternehmen
SAP Concur ist neben SAP Ariba und SAP Fieldglass Teil der Cloud Business Group der SAP. Die deutsche Niederlassung und ein Teil der Entwicklungsabteilung befindet sich in Eschborn bei Frankfurt am Main. Weitere Niederlassungen befinden sich in Eden Prairie und St. Louis Park, Minnesota, Allen, Texas, und Wien, Virginia, in den USA sowie in Asien, Australien und Europa.
SAP Concur ist der global führende Anbieter von Reisebuchungs- und Reisekostenabrechnungslösungen mit mehr als 44.000 Kunden und 55 Mio. Benutzern in über 120 Ländern. 2017 hatte die Firma einen Marktanteil von etwa 69 %, gefolgt von Egencia (13 %), Sabre Getthere (9 %), Deem (6 %) und Amadeus/Cytric (3 %).

## Produkte
Teil des Portfolios sind unter anderem die Programme Travel & Expense (Reisebuchung / Reisekostenabrechnung), Triplink (Integration externer Buchungen) und Locate (Einhaltung der Sorgfaltspflicht). Als offene Cloud-Plattform konzipiert, ermöglicht SAP Concur die Integration und Nutzung von Drittanbieter-Lösungen.